# René Berthier (libertaire)
Pour les articles homonymes, voir René Berthier et Berthier.
René Berthier, né en 1946 à Shanghai (Chine), est un militant libertaire et anarcho-syndicaliste français.

## Biographie
René Berthier s’intéresse au mouvement libertaire vers 1966-1967 alors qu’il  est étudiant à l’université de Caen. Il s’abonne alors aux Cahiers de l’humanisme libertaire. Il s’inscrit ensuite à la Sorbonne pour poursuivre ses études, qu’il doit interrompre car sa bourse est supprimée. Il trouve un emploi comme intérimaire et milite au Syndicat parisien des travailleurs intérimaires CFDT (1970-1971), dont il deviendra secrétaire adjoint.
De 1969 à 1972, il participe  au Centre de sociologie libertaire animé par Gaston Leval, grâce auquel il acquiert une solide formation théorique.
Au début des années 70, il participe à la fondation de l’Alliance syndicaliste révolutionnaire et anarcho-syndicaliste (ASRAS), dite l’Alliance syndicaliste, auto-dissoute en 1981.
En 1972, il adhère à la CGT du Livre, au Syndicat des correcteurs. Après son service militaire, en 1973, il est embauché à l’imprimerie Georges-Lang (1800 ouvriers). C’est en travaillant dans cette imprimerie qu’il terminera à la Sorbonne la maîtrise d'anglais (mémoire sur William Godwin) entamée en 1970.
Il assume des fonctions de délégué dans l'imprimerie de labeur et en presse pendant une quinzaine d’années. De 1997 à 2003, de secrétaire adjoint, puis secrétaire du syndicat CGT des correcteurs, de membre du bureau du Comité intersyndical du Livre parisien, et de membre du bureau fédéral de la FILPAC (fédération du Livre CGT) pendant 2 ans.
En 1984, il adhère au groupe Pierre Besnard de la Fédération anarchiste, constitué en partie d’anciens de l’Alliance syndicaliste. En 1984-85, pendant la grève des mineurs britanniques, il est cofondateur d’un comité de soutien aux grévistes. Animateur sur Radio libertaire du « Magazine libertaire », émission mensuelle puis, au moment de la guerre du Golfe (1990-1991), des « Chroniques du nouvel ordre mondial », émission hebdomadaire, jusqu'en 1997. Il est ensuite cofondateur de la Coordination contre le blocus imposé à la population irakienne, dont il sera président en 1993. Il est également cofondateur de l’association Justice et paix en Palestine.
Sa formation libertaire est essentiellement due à Gaston Leval, à l’influence du mouvement anarcho-syndicaliste espagnol, à la lecture de Bakounine et à l’expérience syndicale au sein du Livre CGT.
Aujourd’hui retraité il milite au groupe Gaston Leval de la Fédération anarchiste et se consacre à la fois à un travail d’écriture dans le domaine théorique et historique et à un travail d’organisation sur le plan international. Dans le domaine de la théorie, il tente de montrer que le mouvement libertaire doit cesser de s’accrocher à des concepts dépassés, à des stratégies d’un autre temps, faute de quoi il restera indéfiniment un mouvement confidentiel.
Conférencier et auteur de nombreux textes sur le sujet, il est un des spécialistes contemporains de l'œuvre de Bakounine, qu'il aborde à partir d'une pratique militante.

## Commentaire
Selon Hugues Lenoir dans le Dictionnaire des anarchistes : « René Berthier ne se définit pas comme anarchiste mais comme anarcho-syndicaliste. L’anarchisme français n’a pas eu d’influence déterminante sur lui. Par sa proximité avec Gaston Leval, sa formation en fait plutôt un produit du mouvement anarcho-syndicaliste espagnol. Le théoricien du mouvement libertaire dans lequel il se reconnaît le plus est Bakounine. C’est encore l’influence de Gaston Leval qui le conduisit à la conscience de la nécessité pour les militants d’avoir une bonne formation historique et théorique. »

## Publications
- Bakounine politique : révolution et contre-révolution en Europe centrale[2], Éditions du Monde libertaire, 1991, 240 p.
- L'Occident et la guerre contre les Arabes : réflexions sur la guerre du Golfe et le nouvel ordre mondial [3], L'Harmattan, 1994, 187 p.,  (ISBN 2-7384-2584-4).
- Ex-Yougoslavie. Ordre mondial et fascisme local [4], coédition Éditions du Monde libertaire, Atelier de création libertaire, Reflex, 1996, 192 p.,  (ISBN 2-905691-40-9), texte intégral.
- Israël-Palestine : mondialisation et micro-nationalismes[5], Éditions Acratie, 1998, 221 p.,  (ISBN 2-909899-15-2).
- La Palestine au pied du mur[6],[7], Éditions du Monde libertaire, Collection Ici et maintenant, 2008, 115 p.
- Octobre 1917, le thermidor de la révolution russe, publié en 1997 à l'occasion des 80 ans de la Révolution russe, Éditions CNT-Région parisienne, ouvrage épuisé,  (ISBN 978-2-9516163-6-3), texte intégral.
- Digressions sur la révolution allemande; 1918-1923[8], Éditions du Monde libertaire, Paris, 2009, 181 p.,  (ISBN 978-2-915-51422-3).
- Un voile sur la cause des femmes[9], Éditions du Monde libertaire, Paris, 2009, 68 p.
- L’expérience de l’Alliance syndicaliste et la critique de la charte d’Amiens in Le syndicalisme révolutionnaire, la charte d’Amiens et l’autonomie ouvrière, Éditions CNT, 2009.
- Études proudhoniennes, tome I, L’économie politique[10], Éditions du Monde libertaire, Paris, 2009, 192 p.,  (ISBN 978-2-915514-34-6).
- Études proudhoniennes, tome II, La propriété et après, Éditions du Monde libertaire, 2013.
- L'anarcho-syndicalisme et l'organisation de la classe ouvrière[11], Éditions du Monde libertaire, Paris, 2010, 196 p.
- Kropotkine et la Grande Guerre - Les anarchistes, la CGT et la social-démocratie face à la guerre, Éditions du Monde libertaire, 2015, présentation en ligne.
- Affinités non électives : à propos du livre d’Olivier Besancenot et Michaël Löwy, Pour un dialogue sans langue de bois entre libertaires et marxistes, Éditions du Monde libertaire, 2015[12].

### À l'occasion du bicentenaire de la naissance de Mikhaïl Bakounine
- Bakounine : L’Héritage 1899-1914, Cercle d’Études libertaires Gaston Leval, janvier 2014, texte intégral.
- Bakounine et la Réforme protestante suivi de La référence à Jan Hus chez Bakounine, Cercle d’Études libertaires Gaston Leval, janvier 2014, texte intégral.
- Avec Frank Mintz, Maurizio Antonioli, Gaetano Manfredonia, Jean-Christophe Angaut, Philippe Pelletier, Philippe Corcuff, Actualité de Bakounine 1814-2014, Éditions du Monde libertaire, 2014,  (ISBN 9782915514568), extraits en ligne.

### Contributions à des ouvrages collectifs
- Les anarchistes et la Révolution française[13], Éditions du Monde libertaire, 1990, 314 p.
- Amédée Dunois, René Berthier, Michel Bakounine. Actualité de Bakounine[14],[15], Éditions du Monde libertaire et Éditions Alternative Libertaire, 1998.
- La Commune de Paris Aujourd'hui, coordination de Jacques Zwirn, Association des Amis de la Commune de Paris, 1871, Les Éditions ouvrières, 1999,  (ISBN 2708234617) :

La Commune de Paris, un mythe fondateur, pp. 39-46, lire en ligne.
- Jean-François Füeg, L'anticommunisme des anarchistes suivi de René Berthier, L'Anarchisme dans le miroir de Maximilien Rubel [16],[17],[18], Éditions du Monde libertaire et Éditions Alternative Libertaire, 2000.
- Il y a dix ans, la guerre du Golfe, Éditions Reflex, 2002.

### Articles notables
- Les auteurs du Monde libertaire : René Berthier.
- Éléments d’une théorie bakouninienne de la bureaucratie, Informations et réflexions libertaires, été 1987.
- Fédéralisme, Socialisme, Antidémagogisme, Le Monde libertaire, 1984, lire en ligne.
- La réhabilitation de Boukharine ou la seconde mort de Trotski, in Économies et société, « Études de marxologie », S, n° 28-29, 1991, p. 165-177, lire en ligne.
- État, droit et légitimité, in L'Homme et la société, n°123-124, Éditions Anthropos, 1997, lire en ligne.
- Cent cinquante ans de Manifeste communiste, in Les Temps maudits, n°4, janvier 1999.
- Bakounine, l’État et l’Église, Réfractions, n°7.

### En portugais
- Do federalismo, Editora Imaginário, São Paulo, 2011.
- Marxismo e anarquismo, Editora Imaginário São Paulo, 2011.
- Poder, Classe operaria e “ditadura do proletariado”, Editora Imaginário São Paulo, 2010.

#### Contribution à des ouvrages collectifs
- Espanha libertária, A revolução social contra o fascismo, Editora Imaginário/Expressao & Arte, 2002.
- Os anarquistas julgam Marx, Editora Imaginário, São Paulo, 2001.
- Autogestão e Anarquismo, Editora Imaginá, São Paulo, 2002.
- Justiça e direito, uma abordagem libertária, Editora Imaginário/Expressao & Arte, 2001.

#### Introductions/présentations
- Mikhail Bakunin Escritos contra Marx, Editora Imaginário/Expressão & Arte, 2011.
- Negras Tormentas, Alexandre Samis, Hedra, 2011.

## Sources
- Système universitaire de documentation - publications liées.
- Institut international d'histoire sociale - bibliographie.
- Musée social - bibliographie.
- Centre international de recherches sur l'anarchisme (Lausanne) - bibliographie.
- Monde Nouveau - articles.
- Catalogue général des éditions et collections anarchistes francophones (Cgécaf) - bibliographie.
- Centre d'histoire du travail de Nantes : extraits de bibliographie.
- Une liste de textes en ligne.

## Vidéographie
- Anarchisme ou communisme ? Marx et Bakounine à propos du socialisme, conférence débat, 11 février 1985, voir en ligne.